# Печани
Печани (на сръбски: Пећани) е град в Сърбия, Белградски окръг, община Чукарица.

## География
Намира се на 3 km южно от град Остружница в централната част на община Чукарица. Разположен е на 163 m надморска височина.

## Население
Населението на града възлиза на 562 жители (2011 г.).
Етнически състав (2002 г.):
- сърби – 476 жители (97,16%)
- югославяни – 4 жители (0,81%)
- недекларирали – 5 жители (1,01%)